# Beatrice Mutali
Beatrice Mutali ist eine kenianische Funktionärin der Vereinten Nationen, die seit 2022 Residierende Koordinatorin der Vereinten Nationen in Sambia ist.

## Leben
Beatrice Mutali begann nach dem Schulbesuch ein Studium der Wirtschaftswissenschaften an der Kurukshetra University in Kurukshetra, das sie mit einem Bachelor of Arts (B.A. Economics) beendete. Ein darauf folgendes dortiges postgraduales Studium der Wirtschaftswissenschaften schloss sie mit einem Master of Arts (M.A. Economics) ab. Sie bekleidete danach verschiedene Führungspositionen im Bereich Familienplanung, HIV/AIDS und sexuelle und reproduktive Gesundheit bei Unternehmen und Organisationen wie Merck Sharp & Dohme (MSD), International HIV/AIDS Alliance, International Planned Parenthood Federation (IPPF) und die Planned Parenthood Federation of America (PPFA).
2014 wechselte sie als Funktionärin zum Bevölkerungsfonds der Vereinten Nationen UNFPA (United Nations Population Fund) und war dort nacheinander Repräsentantin in Südafrika, Landesdirektorin für Botsuana und Swasiland sowie stellvertretende Regionaldirektorin für West- und Zentralafrika, ehe sie zuletzt stellvertretende Regionaldirektorin des UNFPA für Ost- und Südliches Afrika war. In diesen Positionen leitete sie die erfolgreiche Strategieentwicklung und -umsetzung, das politische Engagement, die Ressourcenmobilisierung und das Programmmanagement des UNFPA und baute Partnerschaften auf.
Mutali, die auch die britische Staatsbürgerschaft besitzt, verfügt über mehr als 25 Jahre Erfahrung im privaten und öffentlichen Sektor im Bereich sexuelle und reproduktive Gesundheit und Rechte, die Länder mit mittlerem und niedrigem Einkommen und eine Kombination aus Entwicklungs- und humanitären Kontexten abdeckt. Am 8. Mai 2022 ernannte der Generalsekretär der Vereinten Nationen, António Guterres, sie zur Residierenden Koordinatorin der Vereinten Nationen in Sambia.